# قشطة مخرمة
قشطة مخرمة (الاسم العلمي: Monstera  obliqua)، هو نبات ينتمي إلى قلقاسية (فصيلة: Araceae).